# Département de Guasayán
Le département de Guasayán est une des 27 subdivisions de la province de Santiago del Estero, en Argentine. Son chef-lieu est la ville de San Pedro de Guasayán.
Le département a une superficie de 2 588 km2. Sa population s'élevait à 7 404 habitants en 2001.

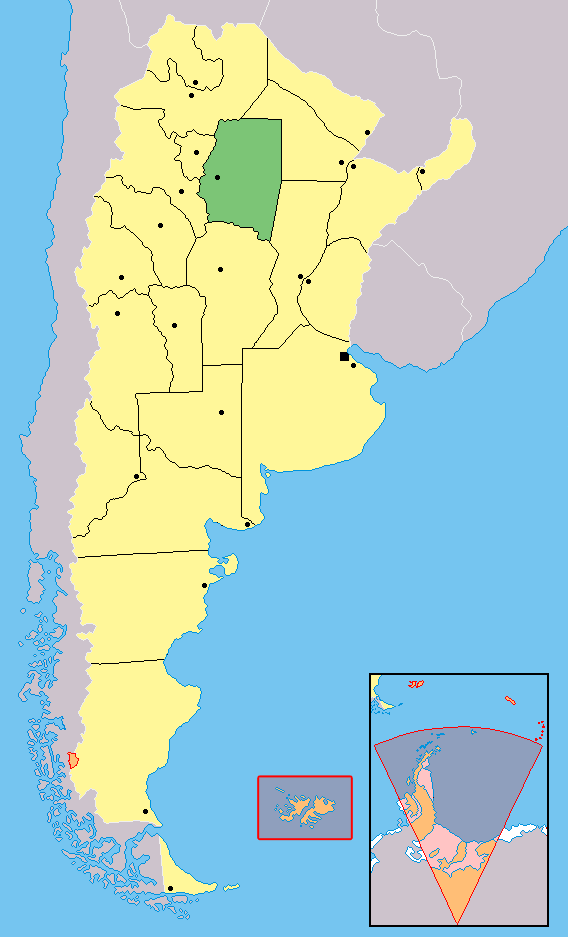
Localisation de la province de Santiago del Estero en Argentine